# Surinaamse parlementsverkiezingen 2020/Kandidatenlijst/PRO/APS
Dit is de lijst van kandidaten voor de Surinaamse parlementsverkiezingen in 2020 van PRO/APS: de Partij voor Recht en Ontwikkeling (PRO) aangevuld met kandidaten van de Amazone Partij Suriname (APS) waarmee ze tijdens deze verkiezingen samenwerkt. De verkiezingen vonden plaats op 25 mei 2020. De partij heeft drie partijleiders: Curtis Hofwijks, Bryan Boerleider en Joan Nibte.
De onderstaande deelnemers kandideren op grond van het districten-evenredigheidsstelsel voor een zetel in De Nationale Assemblée. Elk district heeft een eigen lijsttrekker. Los van deze lijst vinden tegelijkertijd de verkiezingen van de ressortraden plaats. Daarvoor geldt het personenmeerderheidsstelsel. De kandidaten voor de ressortraden staan hieronder niet genoemd.

## Lijsten
Hieronder volgen de kandidatenlijsten op alfabetische volgorde per district.

### Coronie
1. Joan Nibte
2. Ludwig Davids

### Marowijne
1. Gary Dilan King
2. Josta Pinas
3. Annemarie Pané

### Para
1. Theo Jubitana
2. Idris Fredison
3. Carlos Pique

### Paramaribo
1. Curtis Hofwijks
2. Audrey Christiaan
3. Stephano Biervliet
4. Jowy Essed
5. René Artist
6. Bryan Boerleider
7. Jennifer Knel
8. Gelvin Filé
9. Luciën Karg
10. Rosita Sewcharan
11. Sharon de Randamie-Hofwijks
12. Arlinda Melim
13. Soraya Wittenberg
14. Jonathan van Doorn
15. Patricia Mainsie
16. Benito Pick
17. Gerold Sewcharan

### Sipaliwini
1. Jupta Itoewaki
2. Humbert Trameh
3. Onisi Ngwete

### Wanica
1. Jennifer Wong Swie San
2. Rashly Resida
3. Samaria Pansa
4. Andy Truideman
5. Ricky Chan Jet Soe
6. Rachida Pansa
7. Rasik Jhinkoe

Kandidaten per partij: A20 · 
ABOP · 
BEP · 
DA'91 · 
DNW · 
DOE · 
HVB · 
NDP · 
NPS · 
PALU · 
PL · 
PRO/APS · 
SDU · 
SPA · 
STREI! · 
VHP · 
VVD
Kandidaten per district: Brokopondo · 
Commewijne · 
Coronie · 
Marowijne · 
Nickerie · 
Para · 
Paramaribo · 
Saramacca · 
Sipaliwini · 
Wanica